# Sébastien Dubois
Pour les articles homonymes, voir Dubois.
Sébastien Dubois, né le 17 février 1977, est un historien et haut fonctionnaire belge, directeur opérationnel aux Archives de l'État, professeur à l'Université catholique de Louvain - Saint-Louis Bruxelles et membre de la Commission royale d'Histoire.

## Biographie
Après avoir obtenu le titre de licencié en histoire en 1998 à l'Université catholique de Louvain, Sébastien Dubois est assistant de recherche à l'Institut d'études européennes de l'Université catholique de Louvain avant d'être nommé aspirant au Fonds national de la recherche scientifique (FNRS) en octobre 1999. En mai 2003, il obtient son doctorat en Philosophie et Lettres (Histoire) à l'Université catholique de Louvain avec une volumineuse thèse intitulée L'invention de la Belgique. Formation et représentations du territoire d'un État-nation, de la paix de Westphalie aux débuts de l'indépendance (1648-1839) et menée sous la direction du professeur Claude Bruneel.
Chargé de recherches post-doctorales au FNRS (2003), il est ensuite nommé premier assistant (2003) puis promu chef de travaux (2008) aux Archives de l'État. Il devient chef du service des Archives de l'État à Liège de janvier 2010 à avril 2013. Il est désigné en mai 2013 à la fonction de management de directeur opérationnel des Archives de l'État en Belgique. Il est notamment responsable de la recherche scientifique et de la politique éditoriale de l'établissement.
Sébastien Dubois est par ailleurs professeur à l'Université catholique de Louvain depuis 2005. Il a également enseigné à l'Université de Namur de 2006 à 2013. En 2019, il est élu membre de la Commission royale d'Histoire.
Historien aux intérêts éclectiques, ses recherches portent principalement sur l'histoire politique, l'histoire culturelle et des mentalités, les identités collectives et l'opinion publique du XVIe au début du XIXe siècle. L'étude des conflits frontaliers, de la cartographie et des découpages territoriaux l'amène à se pencher sur la manière dont les hommes se représentent l'espace et s'identifient à celui-ci. L'ouvrage intitulé L'Invention de la Belgique. Genèse d'un État-nation (1648-1830), tiré de sa thèse de doctorat, est devenu un classique sur la délicate question nationale belge. L'auteur y retrace l'histoire des noms donnés à l'espace géographique belge et y expose comment s'est lentement forgée une identité collective protonationale ancienne mais radicalement différente de l'identité nationale contemporaine, telle qu'elle peut être définie à partir du XIXe siècle dans divers États. Une identité monarchique d'abord, nationale ensuite, apparue dès le XVIe siècle au sein d'une élite socio-culturelle, mais qui ne s'est diffusée que très partiellement et progressivement dans les couches populaires.

## Distinctions
- Commandeur de l'Ordre de la Couronne (2024)
- Officier de l'Ordre de Léopold (2018)[8]
- Prix d'histoire vicomte Terlinden (2000-2003)[9]
- Prix de la Fondation Henri Pirenne de l'Académie royale de Belgique (2001-2003)[10]
- Prix du concours annuel de l'Académie royale de Belgique (2006)[11]
- Membre de la Commission royale d'Histoire (2019)[12]

## Œuvres
- Les bornes immuables de l'État. La rationalisation du tracé des frontières au siècle des Lumières (France, Pays-Bas autrichiens et principauté de Liège), Courtrai-Heule, Éditions UGA, 1999 (Collection Anciens Pays et Assemblées d'États, 102).
- La rectification du tracé des frontières sur les cartes des Pays-Bas autrichiens de Ferraris (1777-1779), Bruxelles, Commission royale d'Histoire, 2001.
- Sébastien Dubois et Jeroen Janssens, La Belgique en Scène. Symboles-Rituels-Mythes (1830-2005), Bruxelles, Archives générales du Royaume, 2005.
- L'Invention de la Belgique. Genèse d'un État-nation (1648-1830), Bruxelles, Éditions Racine, 2005[13].
- Éric Bousmar, Sébastien Dubois et Nathalie Tousignant, éd., Les 175 ans de la Belgique. Histoire d’une commémoration et commémoration d’une histoire : regards critiques, Bruxelles, Facultés universitaires Saint-Louis, 2007 (Cahiers du CRHIDI-Centre de recherche en histoire du droit et des institutions des Facultés universitaires Saint-Louis, 27).
- La Révolution géographique en Belgique. Départementalisation, administration et représentations du territoire, de la fin du XVIIIe au début du XIXe siècle, Bruxelles, Académie royale de Belgique, 2008.
- Sébastien Dubois, Bruno Demoulin et Jean-Louis Kupper (sous la direction de), Les institutions publiques de la principauté de Liège (980-1794), Bruxelles, Archives de l'Etat, 2012, 2 vol.